# Saxifraga facchinii
Saxifraga facchinii är en stenbräckeväxtart som beskrevs av Johann Friedrich Wilhelm Koch. Saxifraga facchinii ingår i Bräckesläktet som ingår i familjen stenbräckeväxter. Inga underarter finns listade i Catalogue of Life.

## Bildgalleri

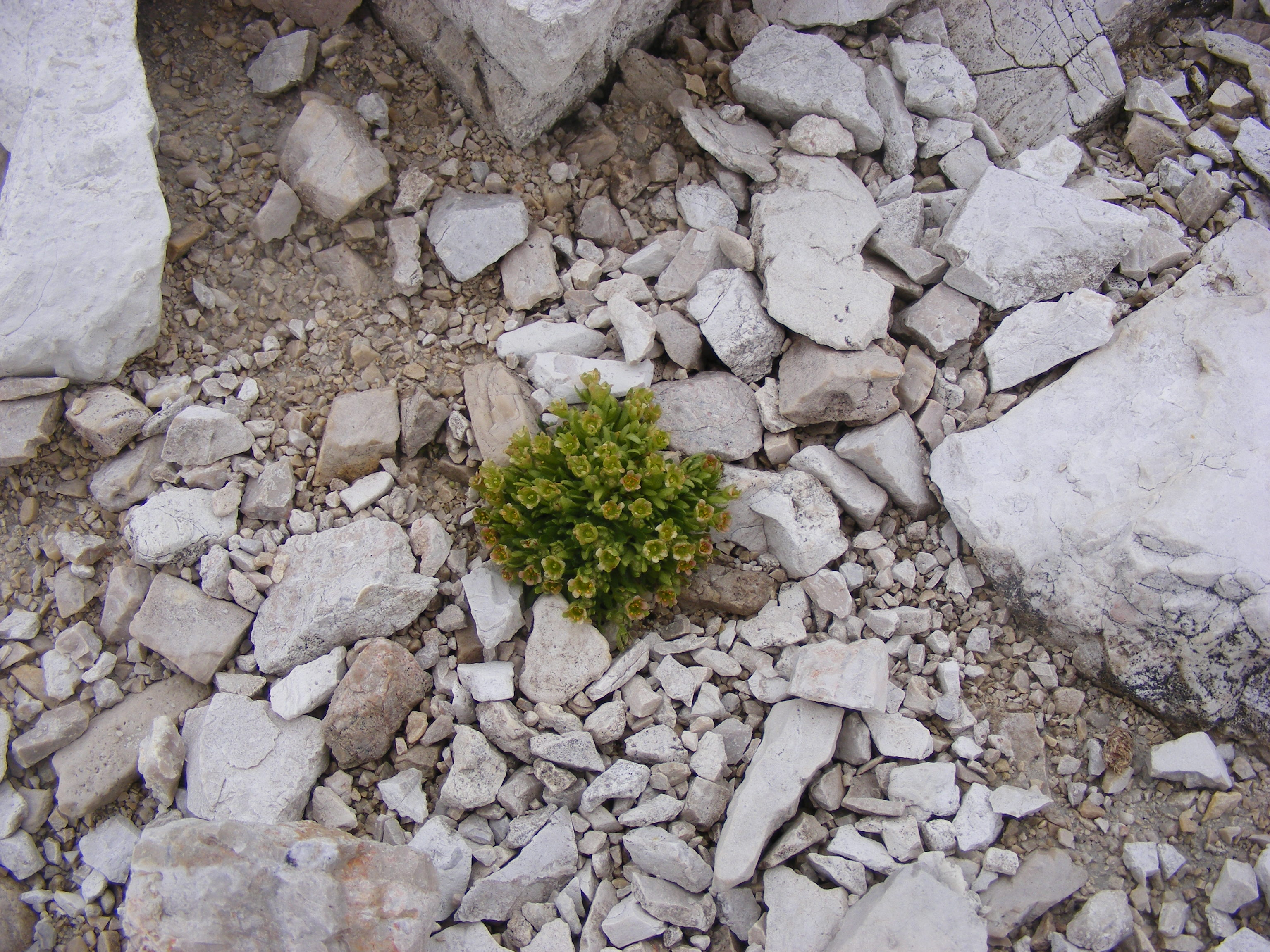
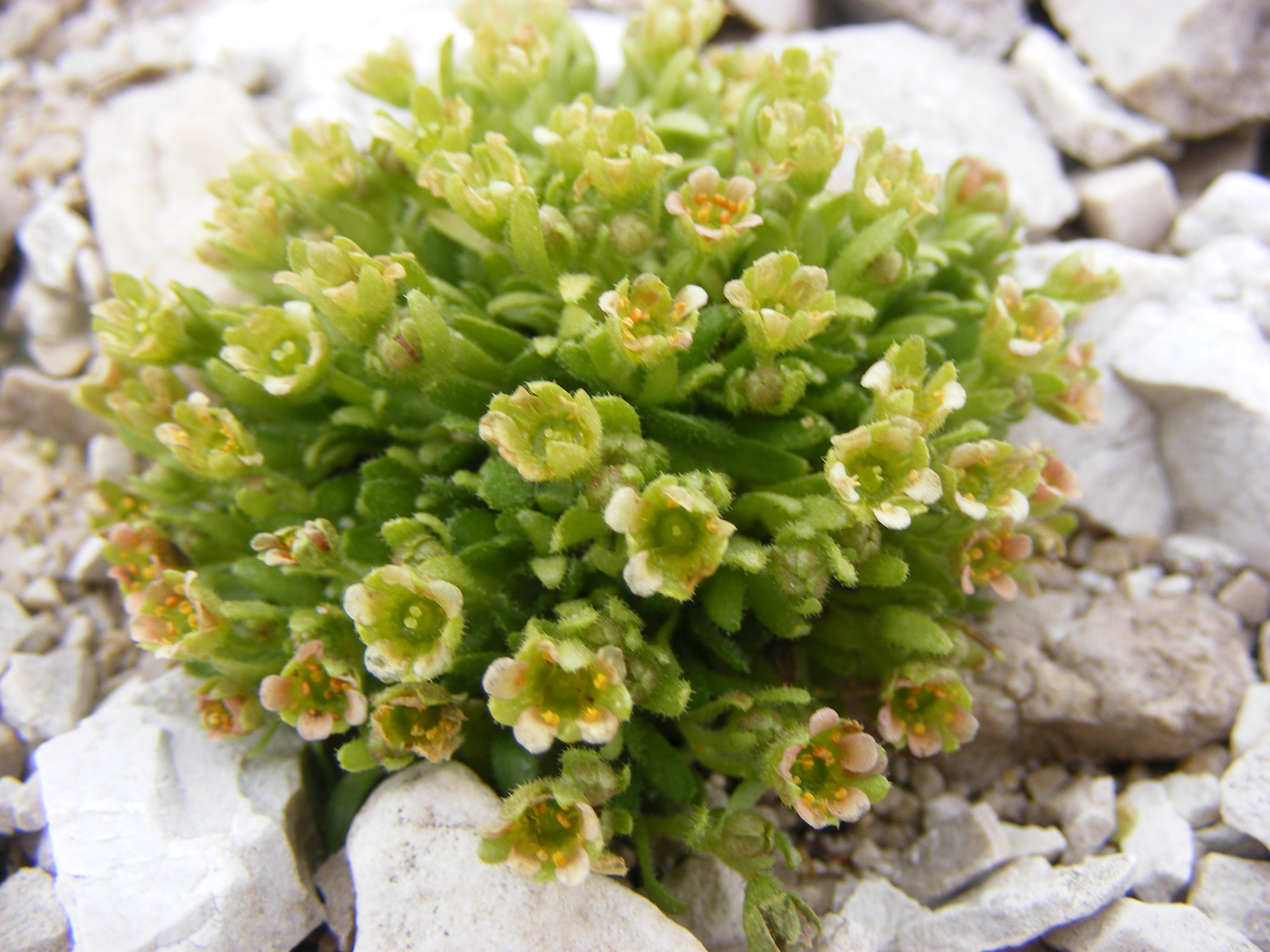